# Ferenc Lönhart
Ferenc Lönhart (n. 3 octombrie 1819, Săcărâmb, România – d. 8 iunie 1897, Alba Iulia, Austro-Ungaria) a fost un episcop catolic transilvănean.

## Biografie
După moartea tatălui său, Ignác Lönhart, în 1825, preotul paroh din Săcărâmb, Antal Kovács, l-a luat pe băiat sub ocrotirea sa, l-a educat și l-a trimis la Liceul Piarist din Cluj. După absolvire a continuat studiile de filosofie la Alba Iulia și de teologie la Pázmáneum din Viena. La 28 iulie 1844 episcopul Miklós Kovács⁠(hu)[traduceți] l-a hirotonit preot și l-a luat la episcopie ca secretar, iar în 1848 tânărul Ferenc a intrat ca reprezentant al bisericii la convenția privind statutul catolic convocată de episcop. În același an a obținut postul de profesor de educație pastorală și morală și supraveghetor de studii, dar din cauza tulburărilor politice a fost închis împreună cu episcopul și cu personalul curții, în Cetatea Alba Carolina.
După încheierea Revoluției Maghiare de la 1848-1849 s-a mutat de la reședința episcopală, care fusese distrusă de bombardament, la Cluj, urmându-l pe arhipăstorul său. În 1854 Lönhart a devenit director de birou, iar în 1858, canonic. A vizitat Roma împreună cu episcopul în 1859 și din nou în 1862, când a fost numit prelat papal. În 1864 Lönhart a fost numit arhidiacon și inspector bisericesc al Clujului, iar în același an a devenit paroh de Cluj. În data de 8 decembrie 1865 a fost numit și episcop titular de Salamon. În 1874 a fost numit episcop de Alba Iulia și a deținut această funcție până la moartea sa în 1897.